# Philipp Bachmann

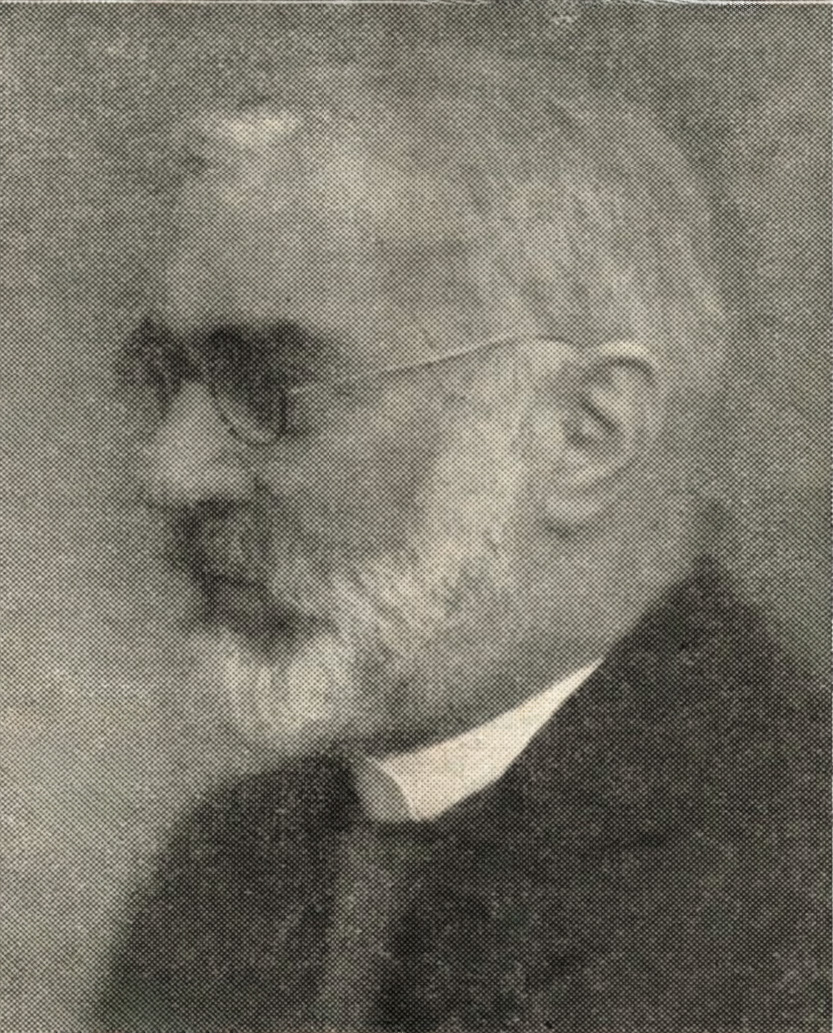
Bachmann Philipp

Philipp Georg Otto Bachmann (* 13. Oktober 1864 in Geißlingen (heute Ortsteil von Oberickelsheim), Landkreis Uffenheim; † 18. März 1931 in Erlangen) war ein deutscher lutherischer Theologe und Pädagoge.
Nach dem Studium der Evangelischen Theologie und der Philologie in Erlangen und dem Ersten Theologischen Examen in Ansbach 1887 wurde Bachmann 1888 Repetent für Neues Testament an der Universität Erlangen. 1890 erhielt er eine Pfarrstelle in Urfersheim, ging aber schon 1892 als Gymnasialprofessor nach Nürnberg. 1902 wurde er zum ordentlichen Professor für Systematische Theologie nach Erlangen berufen und lehrte ab 1909 zusätzlich Neutestamentliche Exegese. Von 1912 bis zu seinem Tod war er ferner Universitätsprediger.
Bachmann wirkte an zahlreichen Bänden von Theodor Zahns Kommentarreihe zum Neuen Testament mit und verfasste selbst die Kommentare zu den beiden Korintherbriefen. Ferner verfasste er Lehrbücher für den Religionsunterricht und griff durch mehrere Publikationen in den Kampf um den Religionsunterricht in der Weimarer Republik ein.
Ab 1919 vertrat Bachmann seine Fakultät in der Landessynode der Evangelisch-Lutherischen Kirche in Bayern und amtierte ab 1924 als deren Präsident.
Die Universität Greifswald zeichnete Bachmann 1905 mit der theologischen Ehrendoktorwürde aus. 1911 erhielt er die IV. Klasse des Verdienstordens vom Hl. Michael und 1916 das König Ludwig-Kreuz.

## Schriften (Auswahl)
- Die persönliche Heilserfahrung des Christen und ihre Bedeutung für den Glauben nach dem Zeugnisse der Apostel: ein Beitrag zur neutestamentlichen Theologie. Leipzig: A. Deichert, 1899.
- Die Sittenlehre Jesu und ihre Bedeutung für die Gegenwart. Leipzig: Deichert, 1904.
- Der erste Brief des Paulus an die Korinther. Leipzig: Deichert, 1905 (u.ö.).
- Die Bedeutung des Sühnetodes Christi für das christliche Gewissen. Leipzig: Deichert, 1907.
- Der zweite Brief des Paulus an die Korinther. Leipzig: Deichert, 1909.
- Abriß der Kirchengeschichte. Für höhere Lehranstalten. Leipzig: Deichert, 1912.
- Unterricht in der christlichen Religion. Für höh. Schulen. Leipzig: Deichert, 1918 (u.ö.).
- Völkerwelt und Gottesgemeinde. Predigten über alttestamentliche und neutestamentliche Texte. Leipzig; Dörffling & Franke; 1918.
- Ein Volk, ein Staat, eine Schule: eine Untersuchung zum Schulkampf der Gegenwart, insonderheit über die nationale Bedeutung der Gemeinschaftsschule und der Bekenntnisschule. Langensalza: Beyer, 1922, 2. Aufl. 1928.
- Der Religionsunterricht der Schule und die Kirche. Langensalza: Beyer, 1924.
- Nun aber halte ich Dein Wort: ausgewählte Predigten. München: Kaiser, 1932.